# Carl Gustaf Schönbeck
Carl Gustaf Schönbeck, född den 26 februari 1786 i Lund, död den 28 april 1860 i Göteborg, var en svensk läkare och professor.
Schönbeck blev 1802 student och 1812 docent i matematik vid Lunds universitet, men slog därefter om och ägnade sig åt det medicinska studiet samt blev 1818 medicine doktor. Han blev 1819 universitetsadjunkt i obstetrik, 1822 stadsläkare i Lund och 1824 förste lasarettsläkare där. År 1835 utnämndes Schönbeck till förste stadsläkare i Göteborg och erhöll 1842 professors titel. Som praktiserande läkare åtnjöt Schönbeck på sin tid mycket stort anseende. Han utmärkte sig även som skald "och sjöng mer än en gång, vid sidan af Tegnér på Lundagård, tillfällighetsstycken, vittnande om poetiskt sinne, liflig känsla och lätt versifikation". Schönbeck blev 1853 riddare av Nordstjärneorden. 
Carl Gustaf Schönbeck var son till akademikirurgen Johan Caspar Schönbeck. Han var gift med Sophia Wilhelmina Leche, dotter till prosten och språkmästaren Wilhelm Julius Leche. De var föräldrar till Sara Pfeiffer.